# 큰 댁
"큰 댁"는 한국에서 제작된 김수용 감독의 1965년 영화이다. 김진규 등이 주연으로 출연하였고 주동진 등이 제작에 참여하였다.

## 출연

### 주연
- 김진규
- 엄앵란
- 강신성일

## 기타
- 조명: 윤창화
- 미술: 이명수